# Ambient Surround Imaging
Mit Ambient Surround Imaging (AMSI) wird ein proprietäres, virtuelles Raumklang-Verfahren bezeichnet, das in den Emil Berliner Studios entwickelt wurde.
Das AMSI-Verfahren hat insbesondere Bedeutung beim Remastering hauptsächlich klassischer Musik und wird verwendet, um vorhandene stereophone Master (also Material, das nur in zwei Spuren vorliegt) mit künstlich erzeugten Raumklanginformationen zu versehen.
Das resultierende Material kann somit von surround-fähigen Hi-Fi-Anlagen decodiert werden.
Das genaue Funktionsprinzip ist nicht bekannt; es ist aber anzunehmen, dass AMSI ähnlich wie das Dolby-Surround-Prinzip aus den vorhandenen Stereoinformationen durch Differenzbildung einen monauralen Raumklangkanal erzeugt und dem vorhandenen Stereosignal hinzufügt.
Unter dem Namen AMSI II ist eine Weiterentwicklung des AMSI-Verfahrens bekannt, das lediglich für Audiodaten auf DVD-Audio, DVD-Video oder SACD verwendet wird. Hier werden aus vorhandenem Stereomaterial sechs diskrete Raumklangkanäle erzeugt und damit ein 5.1-Signal als Dolby-Digital- oder DTS-Spur erstellt. Das AMSI-II-Verfahren kann man also als Upmix-Verfahren bezeichnen.